# Scarecrow (John Mellencamp)
Scarecrow è l'ottavo album discografico in studio del cantante statunitense John Mellencamp (realizzato a nome John Cougar Mellencamp), pubblicato nel 1985. 

## Tracce
1. Rain on the Scarecrow – 3:46
2. Grandma's Theme – 0:56
3. Small Town – 3:41
4. Minutes to Memories – 4:11
5. Lonely Ol' Night – 3:45
6. The Face of the Nation – 3:13
7. Justice and Independence '85 – 3:32
8. Between a Laugh and a Tear – 4:32
9. Rumbleseat – 2:58
10. You've Got to Stand for Somethin' – 4:32
11. R.O.C.K. in the U.S.A. (A Salute to 60's Rock) – 2:54